# Njemački prefiksi

## Njemački prefiksi
| Prefiks                          | Značenje |
| -------------------------------- | --- |
| ab- od                           | abdanken – odreći se, abkommen – otići, abnehmen – pokupiti, abschaffen – ukinuti, abziehen – povući se |
| an- do, prema                    | anbauen – uzgajati, anbringen – pričvrstiti, anfangen – početi, ankommen – doći, anschauen – gledati |
| auf- na, iz, prema gore          | aufbauen – izgraditi, auffallen – isticati se, aufgeben – odustati, aufkommen – uzdignuti se |
| aus- iz                          | ausbilden – educirati, ausbreiten – proširiti se, ausfallen – ispasti, ausgehen – izaći van, aussehen – izgledati |
| be- glagol uzima direktni objekt | befinden – nalaziti se, befolgen – sljediti, befreunden – sprijateljiti se, begegnen – sastati se, bekommen – dobiti, bemerken – primijetiti |
| bei- sa, zajedno                 | beibringen – poučavati, beisetzen – pokopati, beitragen – pridonijeti, beitreten – pristupiti |
| durch- kroz                      | durchhalten – izdržati, Durchgang – prolaz, durchdringen – probiti, durchfahren – proći kroz, durchfressen – izgristi |
| ein- u, dolje                    | einatmen – udisati, einberufen – sazvati, einbrechen – slomiti, eindringen – prodrijeti, einfallen – prisjetiti se, eingehen – ući, potonuti |
| emp- osjećati, dobiti            | empfangen – primiti, empfehlen – preporučiti, empfinden – osjećati |
| ent- od-, raz-                   | entarten – izopačiti se, entbehren – biti bez čega, entdecken – otkriti, entfallen – izbjeći, entfernen – udaljiti se, ukloniti, entkleiden – skinuti se, entkommen – pobjeći, entlassen – otpustiti, entstehen – nastajati, entwerten – poništiti |
| er- smrtonosno                   | erhangen – objesiti, erschiessen – upucati, ertrinken – utopiti se |
| er- natrag, ponovo               | erinnern – sjetiti se, erkennen – prepoznati, erholen – oporaviti se |
| fort- od, prema naprijed         | fortbilden – nastaviti naobrazbu, fortbringen – odvesti, fortsetzen – nastaviti, forttreiben – istjerati |
| ge-                              | gebrauchen – koristiti, gedenken – namjeravati, gehoren – pripadati, gelangen – stići, genesen – oporaviti se, gestehen – priznati, gewahren – priznati                                                                                            |
| hinter- iza                      | hinterlassen – otići |
| miss- loše                       | missachten – ne uzeti u obzir, missbrauchen – zlostavljati, misstrauen – ne vjerovati, missverstehen – ne razumjeti |
| mit- sa, zajedno                 | mitarbeiten – surađivati, mitbringen – donositi, mitfahren – putovati zajedno, mitmachen – sudjelovati, mitteilen – obavijestiti |
| nach- poslije, ponovo            | nachahmen – oponašati, nachdrucken – ponovo izdati. nachgehen – slijediti, nachlassen – opustiti |
| um- okolo                        | umarmen – zagrliti, umbauen – renovirati, umbauen – okružiti, umbinden – zevezati, umkehren – okrenuti se natrag, umschreiben – prepisati, umziehen – preseliti se                                                                                 |
| unter- dolje                     | untergehen – potonuti, nestati, unterwerfen – osvojiti, unterzeichnen – potpisati |
| ver- loše                        | verachten – prezirati, verbilden – loše educirati, verderben – pokvariti, verfahren – izgubiti se, verkommen – uništiti se, verschlafen – prespavati                                                                                               |
| ver- od, iz                      | verdrangen – istjerati, verlassen – napustiti, verlieren – izgubiti |
| ver- engleski for-               | verbieten – zabraniti, vergeben – oprostiti, vergessen – zaboraviti |
| ver-                             | verbinden – zavezati, verhaften – uhititi, versprechen – obećati |
| voll- pun, puno                  | vollenden – završiti, vollfuhren – izvršiti, vollstrecken – izvršiti, provesti |
| vor- pred                        | vorbereiten – pripremiti, vorbeugen – spriječiti, vorbringen – predložiti, vorfuhren – predstaviti, vorgehen – ići naprijed, vorlegen – predočiti, pokazati                                                                                        |
| weg- od                          | wegbleiben – kloniti se, wegfahren – otići, wegnehmen – uzeti, wegtauchen – nestati |
| wider- protiv, ponovo, natrag    | widerraten – savjetovati protiv, widersprechen – proturiječno |
| wieder- ponovo                   | wiedergeben – vratiti natrag, wiederkehren – vratiti, ponoviti, wiedersehen – ponovo vidjeti, sastati se |
| zer- uništiti                    | zerbrechen – razbiti, zerstoren – uništiti |
| zu- prema, pri-, do-             | zubringen – donijeti, zudecken – pokriti, zufahren – voziti se prema, zunehmen – povećati |
| zurück- natrag, ponovo           | zurückgehen – vratiti se, zurückschlagen – udariti natrag, zurückweisen – odbijati |
| zusammen- zajedno                | zusammenbauen – okupiti se, zusammenkommen – sastati se |
| über- nad, preko                 | überfahren – preći preko, überfallen – napasti, übersetzen – prevesti, überwinden – prebroditi |

## Primjeri
Gang – hod
- Aufgang – izlazak, izlaz, stube
- Ausgang – kraj, izlaz
- Durchgang – prolaz
- Eingang – ulaz
- Fortgang – odlazak, napredak
- Hergang – tijek događaja
- Jahrgang – godište
- Lehrgang – tečaj
- Seegang – valovitost, uzburkanost mora
- Umgang – druženje
- Zugang – prilaz

Fang – lov, fangen – loviti, hvatati
- Anfang – početak
- auffangen – dočekati, uhvatiti
- einfangen – uhvatiti
- Empfang – primanje, prijam
- Fangarm – pipak, krak
- Umfang – opseg, obujam, površina

bauen – graditi
- abbauen – rasklopiti
- anbauen – dograditi
- aufbauen – podići, izgraditi
- ausbauen – izvaditi, izgraditi
- bebauen – obraditi, obrađivati zemlju
- einbauen – ugraditi
- erbauen – sagraditi
- umbauen – ograditi, okružiti
- unterbauen – podzidati
- verbauen – zagraditi
- vorbauen – prigraditi

kommen – doći
- abkommen – udaljiti se
- ankommen – doći, stići
- aufkommen – pojaviti se
- auskommen – izaći
- durchkommen – proći
- Einkommen – prihod
- entkommen – pobjeći
- herkommen – prići
- mitkommen – ići s kime
- umkommen – poginuti
- verkommen – propasti
- vollkommen – savršeno
- vorkommen – dogoditi se
- wegkommen – otići, nestati

sehen – vidjeti, gledati
- absehen – dogledati, predvidjeti
- ansehen – razgledati
- Aufsehen – opće zanimanje, senzacija
- aussehen – izgledati, činiti se
- durchsehen – gledati kroz
- einsehen – pogledati u
- nachsehen – gledati za kime
- rotsehen – pobjesnjeti
- umsehen – ogledati se, obazirati se
- versehen – opskrbiti, opremati
- vorsehen – viriti
- zusehen – promatrati

ur- staro, pra-
- Urmensch – pračovjek
- Urwald – prašuma
- Urzeit – pradoba

gehen – ići
- abgehen -otići
- angehen -ticati se, početi
- aufgehen -izlaziti
- ausgehen – izaći
- begehen – obići
- durchgehen – proći
- eingehen – ući
- entgehen – izbjeći
- ergehen – trpjeti
- hergehen – ići
- nachgehen – slijediti koga
- niedergehen – sletjeti
- umgehen – kružiti
- untergehen – zalaziti, zaći
- vergehen – proći
- vorgehen – ići naprijed
- weggehen – otići, nestati
- zergehen – rastopiti se

## Poveznice
- Germanizam
- Prefiks
- Dodatak:Grecizmi
- Grčki prefiksi
- Latinski prefiksi
- Sanskrtski prefiksi

## Vanjske poveznice
- Inseparable German Verb Prefixes  Arhivirana inačica izvorne stranice od 12. srpnja 2014. (Wayback Machine), Neodvojivi prefiksi njemačkih glagola (engl.)